# Arthur Dunkel
Arthur Dunkel (ur. 26 sierpnia 1932, zm. 8 czerwca 2005) – dyplomata szwajcarski, dyrektor generalny Układu Ogólnego w Sprawie Taryf Celnych i Handlu (GATT) w latach 1980–1993.
Studiował ekonomię na Uniwersytecie w Lozannie (ukończył w 1956). Od 1973 był stałym przedstawicielem Szwajcarii przy GATT; w 1978 przewodniczył Konferencji Narodów Zjednoczonych ds. traktatu o pszenicy.